# دوائر كيبك

كيبك مقسمة إلى ست دوائر هي :
- البحيرات
- سانت فوي سيلفري-الرأس الأحمر
- شارل سبورغ
- بوبور
- ليموالو-كيبك المحافظة
- سانت شارل العالية

## قبل 1 نونبر 2009

كانت كيبك قبل 1 نونبر 2009 مقسمة إلى ثمان دوائر و هي :
- كيبك المحافظة
- البحيرات
- سانت فوي سيلفري
- شارل سبورغ
- بوبور
- ليموالو
- سانت شارل العالية
- لوروسيان